# ロワの恒等式
ロワの恒等式（ロワのこうとうしき、英: Roy's identity, フランスの経済学者、ルネ・ロワにちなむ）は、消費者選択理論および企業理論に応用を持つミクロ経済学の主結果の一つである。この等式（補題）はマーシャル型需要関数と間接効用関数の偏導関数とを結びつける。特に、間接効用関数が {\displaystyle v(p,w)} であるとき、財 {\displaystyle i} のマーシャル型需要関数は
{\displaystyle x_{i}^{m}=-{\frac {\frac {\partial v}{\partial p_{i}}}{\frac {\partial v}{\partial w}}}}
と計算できる。ここで {\displaystyle p} は各財の価格ベクトルであり、{\displaystyle w} は所得を表す。

## 導出
ロワの恒等式は、個々の消費者および個々の財 ({\displaystyle i}) についての需要関数を得るためにシェパードの補題を書き直したものである。
まず、間接効用関数 {\displaystyle v(p,w)} の変数である富ないし所得 {\displaystyle w} に、支出関数（expenditure function）を代入して得られる、下記のあたりまえの恒等式について考える。ここで効用は {\displaystyle u} で表している：
{\displaystyle v(p,e(p,u))=u}
この等式は、価格の一覧（価格ベクトル {\displaystyle p}）と、その価格の下で効用 {\displaystyle u} を得るために必要な最小限の支出 {\displaystyle e(p,u)} に対して、得られる効用（間接効用関数の返り値）は {\displaystyle u} である、という意味である。
（効用の水準を一定に保ったまま）等式の両辺をある単一の財の価格 {\displaystyle p_{i}} で偏微分すると
{\displaystyle {\frac {\partial v[p,e(p,u)]}{\partial w}}{\frac {\partial e(p,u)}{\partial p_{i}}}+{\frac {\partial v[p,e(p,u)]}{\partial p_{i}}}=0}
となる。これを変形すると
{\displaystyle -{\frac {\frac {\partial v[p,e(p,u)]}{\partial p_{i}}}{\frac {\partial v[p,e(p,u)]}{\partial w}}}={\frac {\partial e(p,u)}{\partial p_{i}}}=h_{i}(p,u)=x_{i}(p,e(p,u))}
最後から2番目の等号はシェパードの補題から従い、最後の等号はヒックス型需要関数の基本的な性質から従う。

## （微分可能な場合の）別証明
ロワの恒等式にはより簡潔な証明がある。単純化のため、財が2種類の場合について述べる。
間接効用関数 {\displaystyle v(p_{1},p_{2},w)} は、次のラグランジュの関数
{\displaystyle {\mathcal {L}}=u(x_{1},x_{2})+\lambda (w-p_{1}x_{1}-p_{2}x_{2})}
で特徴づけられるような、制約条件付き最大化問題の目的関数なのだから、包絡線定理より、目的関数 {\displaystyle v(p_{1},p_{2},w)} のそれぞれのパラメータに関する偏導関数は
{\displaystyle {\frac {\partial v}{\partial p_{1}}}=-\lambda x_{1}^{m}}
{\displaystyle {\frac {\partial v}{\partial w}}=\lambda }
のように計算できる。この {\displaystyle x_{1}^{m}} が最大値を与える解（つまり、財1についてのマーシャル型需要関数の値）である。これより、簡単な計算でロワの恒等式
{\displaystyle -{\frac {\frac {\partial v}{\partial p_{1}}}{\frac {\partial v}{\partial w}}}=-{\frac {-\lambda x_{1}^{m}}{\lambda }}=x_{1}^{m}}
が得られる。

## 応用
この恒等式は、消費者の間接効用関数が与えられたとき、ある財に対するマーシャル型需要関数を導く一法を与えるものである。また、スルツキー方程式を導出する基礎にもなっている。